# Philodendron buchtienii
Philodendron buchtienii är en kallaväxtart som beskrevs av Kurt Krause. Philodendron buchtienii ingår i släktet Philodendron och familjen kallaväxter.
Artens utbredningsområde är Bolivia. Inga underarter finns listade.